# Strelac (Serbia)
Strelac (cyr. Стрелац) – wieś w Serbii, w okręgu pirockim, w gminie Babušnica. W 2011 roku liczyła 214 mieszkańców.